# Tour de Suisse féminin 2025
La 5e édition du Tour de Suisse féminin, a lieu du 12 au 15 juin 2025. Elle fait partie de l'UCI World Tour féminin 2025.

## Présentation

### Parcours
L'itinéraire est continu et relie Gstaad à Küssnacht, où les première et dernière étapes se déroulent en boucle.
La première étape traverse le col de Saanenmöser et le col du Jaun, puis traverse les vallées du Jaunbach et de la Sarine pour revenir à Gstaad. La deuxième étape reprend par le col de Saanenmöser, puis via le Simmental, le col du Schallenberg et l'Entlebuch (région) jusqu'à Wolhusen. La montée finale vers le Buechehübeli se fait 20 km avant l'arrivée, située sur le campus de Sursee. La troisième étape, nettement moins vallonnée, traverse la Suisse centrale et passe par les lacs de Hallwil, de Baldegg, d'Ägeri et de Zoug, avant de se terminer à Küssnacht, au bord du lac des Quatre-Cantons. L'étape finale autour de Küssnacht est identique à l'étape d'ouverture du Tour de Suisse masculin, qui s'est déroulée le même jour. Elle comprend une boucle via Ebikon, une autre via Gersau et Goldau, et une seconde via Ebikon. La montée vers la chapelle de la Croix-Michel, à 15 km de l'arrivée, constitue la dernière occasion d'influencer le résultat final.

### Mesures de sécurité
Lors du tour de Suisse masculin 2023, le coureur suisse Gino Mäder a été victime d'un chute qui lui a coûté la vie lors de la cinquième étape. Lors des championnats du monde junior 2025, organisés en Suisse, c'est la coureuse Muriel Furrer, elle aussi suisse, qui a perdu la vie à la suite d'un chute. Le directeur de course, Oliver Senn s'exprime quelques semaines plus tard, pour présenter son souhait de mettre en place un système de traçage innovant lors d'un prochain tour de Suisse.
Ces mesures sont mises en place dès cette édition 2025. Chaque coureuse est équipé d'un boitier GPS. Ces boitiers sont reliés à une centrale de sécurité, chargée de surveiller les éventuels accidents. Cette nouveauté est suivie de près par l'Union cycliste internationale, qui souhaite aussi mettre en place un système de suivi à l'occasion des championnats du monde 2025 au Rwanda.

### Équipes
| Unknown team category |
|                       |

## Étapes
| Étape     | Date    | Villes étapes         | type                      | Distance (km) | Vainqueur d'étape | Leader du classement général |
| --------- | ------- | --------------------- | ------------------------- | ------------- | ----------------- | ---------------------------- |
| 1re étape | 12 juin | Gstaad – Gstaad       | étape de moyenne montagne | 95,5          | Marlen Reusser    | Marlen Reusser               |
| 2e étape  | 13 juin | Gstaad – Oberkirch    | étape de moyenne montagne | 161,7         |                   |                              |
| 3e étape  | 14 juin | Oberkirch – Küssnacht | étape vallonnée           | 123,1         |                   |                              |
| 4e étape  | 15 juin | Küssnacht – Küssnacht | étape vallonnée           | 129,4         |                   |                              |

## Favorites
La tenante du titre Demi Vollering est la grande favorite. Ses deux plus grandes rivales sont Marlen Reusser et Katarzyna Niewiadoma.

## Déroulement de la course

### 1reétape
| \| Classement de l'étape \| Classement de l'étape \| Classement de l'étape \| Classement de l'étape \| Classement de l'étape \| \| Coureur \| Coureur \| Pays \| Équipe \| Temps \| \| --------------------- \| --------------------- \| --------------------- \| ------------------------ \| --------------------- \| \| 1re \| Marlen Reusser \| Suisse \| Movistar Team \| 2 h 29 min 32 s \| \| 2e \| Demi Vollering \| Pays-Bas \| FDJ-Suez \| + 0 s \| \| 3e \| Katarzyna Niewiadoma \| Pologne \| Canyon//SRAM zondacrypto \| + 1 min 42 s \| \| 4e \| Niamh Fisher-Black \| Nouvelle-Zélande \| Lidl-Trek \| + 1 min 42 s \| \| 5e \| Urška Žigart \| Slovénie \| AG Insurance-Soudal Team \| + 1 min 42 s \| \| 6e \| Noemi Rüegg \| Suisse \| EF Education-Oatly \| + 2 min 14 s \| \| 7e \| Elise Chabbey \| Suisse \| FDJ-Suez \| + 2 min 14 s \| \| 8e \| Yara Kastelijn \| Pays-Bas \| Fenix-Deceuninck \| + 2 min 14 s \| \| 9e \| Mireia Benito \| Espagne \| AG Insurance-Soudal Team \| + 2 min 14 s \| \| 10e \| Mareille Meijering \| Pays-Bas \| Movistar Team \| + 2 min 14 s \| |                      |                  |                          |                 |
| |                      |                  |                          |                 |
| |                      |                  |                          |                 |
| Classement de l'étape |                      |                  |                          |                 |
| Coureur | Coureur              | Pays             | Équipe                   | Temps           |
| 1re | Marlen Reusser       | Suisse           | Movistar Team            | 2 h 29 min 32 s |
| 2e | Demi Vollering       | Pays-Bas         | FDJ-Suez                 | + 0 s           |
| 3e | Katarzyna Niewiadoma | Pologne          | Canyon//SRAM zondacrypto | + 1 min 42 s    |
| 4e | Niamh Fisher-Black   | Nouvelle-Zélande | Lidl-Trek                | + 1 min 42 s    |
| 5e | Urška Žigart         | Slovénie         | AG Insurance-Soudal Team | + 1 min 42 s    |
| 6e | Noemi Rüegg          | Suisse           | EF Education-Oatly       | + 2 min 14 s    |
| 7e | Elise Chabbey        | Suisse           | FDJ-Suez                 | + 2 min 14 s    |
| 8e | Yara Kastelijn       | Pays-Bas         | Fenix-Deceuninck         | + 2 min 14 s    |
| 9e | Mireia Benito        | Espagne          | AG Insurance-Soudal Team | + 2 min 14 s    |
| 10e | Mareille Meijering   | Pays-Bas         | Movistar Team            | + 2 min 14 s    |

| \| Classement général \| Classement général \| Classement général \| Classement général \| Classement général \| \| Coureur \| Coureur \| Pays \| Équipe \| Temps \| \| ------------------ \| -------------------- \| ------------------ \| ------------------------ \| ------------------ \| \| 1re \| Marlen Reusser \| Suisse \| Movistar Team \| 2 h 29 min 17 s \| \| 2e \| Demi Vollering \| Pays-Bas \| FDJ-Suez \| + 4 s \| \| 3e \| Katarzyna Niewiadoma \| Pologne \| Canyon//SRAM zondacrypto \| + 1 min 51 s \| \| 4e \| Niamh Fisher-Black \| Nouvelle-Zélande \| Lidl-Trek \| + 1 min 57 s \| \| 5e \| Urška Žigart \| Slovénie \| AG Insurance-Soudal Team \| + 1 min 57 s \| \| 6e \| Noemi Rüegg \| Suisse \| EF Education-Oatly \| + 2 min 29 s \| \| 7e \| Elise Chabbey \| Suisse \| FDJ-Suez \| + 2 min 29 s \| \| 8e \| Yara Kastelijn \| Pays-Bas \| Fenix-Deceuninck \| + 2 min 29 s \| \| 9e \| Mireia Benito \| Espagne \| AG Insurance-Soudal Team \| + 2 min 29 s \| \| 10e \| Mareille Meijering \| Pays-Bas \| Movistar Team \| + 2 min 29 s \| |                      |                  |                          |                 |
| |                      |                  |                          |                 |
| |                      |                  |                          |                 |
| Classement général |                      |                  |                          |                 |
| Coureur | Coureur              | Pays             | Équipe                   | Temps           |
| 1re | Marlen Reusser       | Suisse           | Movistar Team            | 2 h 29 min 17 s |
| 2e | Demi Vollering       | Pays-Bas         | FDJ-Suez                 | + 4 s           |
| 3e | Katarzyna Niewiadoma | Pologne          | Canyon//SRAM zondacrypto | + 1 min 51 s    |
| 4e | Niamh Fisher-Black   | Nouvelle-Zélande | Lidl-Trek                | + 1 min 57 s    |
| 5e | Urška Žigart         | Slovénie         | AG Insurance-Soudal Team | + 1 min 57 s    |
| 6e | Noemi Rüegg          | Suisse           | EF Education-Oatly       | + 2 min 29 s    |
| 7e | Elise Chabbey        | Suisse           | FDJ-Suez                 | + 2 min 29 s    |
| 8e | Yara Kastelijn       | Pays-Bas         | Fenix-Deceuninck         | + 2 min 29 s    |
| 9e | Mireia Benito        | Espagne          | AG Insurance-Soudal Team | + 2 min 29 s    |
| 10e | Mareille Meijering   | Pays-Bas         | Movistar Team            | + 2 min 29 s    |

### 2eétape
| \| Classement de l'étape \| Classement de l'étape \| Classement de l'étape \| Classement de l'étape \| Classement de l'étape \| \| Coureur \| Coureur \| Pays \| Équipe \| Temps \| \| --------------------- \| --------------------- \| --------------------- \| --------------------- \| --------------------- \| |         |      |        |       |
| |         |      |        |       |
| |         |      |        |       |
| Classement de l'étape |         |      |        |       |
| Coureur | Coureur | Pays | Équipe | Temps |

| \| Classement général \| Classement général \| Classement général \| Classement général \| Classement général \| \| Coureur \| Coureur \| Pays \| Équipe \| Temps \| \| ------------------ \| ------------------ \| ------------------ \| ------------------ \| ------------------ \| |         |      |        |       |
| |         |      |        |       |
| |         |      |        |       |
| Classement général |         |      |        |       |
| Coureur | Coureur | Pays | Équipe | Temps |

### 3eétape
| \| Classement de l'étape \| Classement de l'étape \| Classement de l'étape \| Classement de l'étape \| Classement de l'étape \| \| Coureur \| Coureur \| Pays \| Équipe \| Temps \| \| --------------------- \| --------------------- \| --------------------- \| --------------------- \| --------------------- \| |         |      |        |       |
| |         |      |        |       |
| |         |      |        |       |
| Classement de l'étape |         |      |        |       |
| Coureur | Coureur | Pays | Équipe | Temps |

| \| Classement général \| Classement général \| Classement général \| Classement général \| Classement général \| \| Coureur \| Coureur \| Pays \| Équipe \| Temps \| \| ------------------ \| ------------------ \| ------------------ \| ------------------ \| ------------------ \| |         |      |        |       |
| |         |      |        |       |
| |         |      |        |       |
| Classement général |         |      |        |       |
| Coureur | Coureur | Pays | Équipe | Temps |

### 4eétape
| \| Classement de l'étape \| Classement de l'étape \| Classement de l'étape \| Classement de l'étape \| Classement de l'étape \| \| Coureur \| Coureur \| Pays \| Équipe \| Temps \| \| --------------------- \| --------------------- \| --------------------- \| --------------------- \| --------------------- \| |         |      |        |       |
| |         |      |        |       |
| |         |      |        |       |
| Classement de l'étape |         |      |        |       |
| Coureur | Coureur | Pays | Équipe | Temps |

## Classements finals

### Classement général final
| \| Classement général \| Classement général \| Classement général \| Classement général \| Classement général \| \| Coureuse \| Coureuse \| Pays \| Équipe \| Temps \| \| ------------------ \| ------------------ \| ------------------ \| ------------------ \| ------------------ \| |          |      |        |       |
| |          |      |        |       |
| Source : ProCyclingStats |          |      |        |       |
| Classement général |          |      |        |       |
| Coureuse | Coureuse | Pays | Équipe | Temps |

### Points UCI
| Position                  | 1er | 2e  | 3e  | 4e  | 5e  | 6e  | 7e  | 8e  | 9e | 10e | 11e | 12e | 13e | 14e | 15e | 16e à 20e | 21e à 30e | 31e à 40e |  |  |
| Classement général        | 400 | 320 | 260 | 220 | 180 | 140 | 120 | 100 | 80 | 68  | 56  | 48  | 40  | 32  | 28  | 24        | 16        | 8         |  |  |
| Étapes et demi-étapes     | 50  | 40  | 30  | 25  | 20  | 18  | 15  | 10  | 8  | 6   |     |     |     |     |     |           |           |           |  |  |
| Port du maillot de leader | 8   |     |     |     |     |     |     |     |    |     |     |     |     |     |     |           |           |           |  |  |

### Classements annexes
| Classement par points | Classement par points | Classement par points | Classement par points | Classement par points |
| Coureuse              | Coureuse              | Pays                  | Équipe                | Points                |
| --------------------- | --------------------- | --------------------- | --------------------- | --------------------- |

| Classement par points | Classement par points | Classement par points | Classement par points | Classement par points |
| Coureuse              | Coureuse              | Pays                  | Équipe                | Points                |
| --------------------- | --------------------- | --------------------- | --------------------- | --------------------- |

| Classement de la montagne | Classement de la montagne | Classement de la montagne | Classement de la montagne | Classement de la montagne |
| Coureuse                  | Coureuse                  | Pays                      | Équipe                    | Points                    |
| ------------------------- | ------------------------- | ------------------------- | ------------------------- | ------------------------- |

| Classement de la montagne | Classement de la montagne | Classement de la montagne | Classement de la montagne | Classement de la montagne |
| Coureuse                  | Coureuse                  | Pays                      | Équipe                    | Points                    |
| ------------------------- | ------------------------- | ------------------------- | ------------------------- | ------------------------- |

| Classement du meilleur jeune | Classement du meilleur jeune | Classement du meilleur jeune | Classement du meilleur jeune | Classement du meilleur jeune |
| Coureuse                     | Coureuse                     | Pays                         | Équipe                       | Temps                        |
| ---------------------------- | ---------------------------- | ---------------------------- | ---------------------------- | ---------------------------- |

| Classement du meilleur jeune | Classement du meilleur jeune | Classement du meilleur jeune | Classement du meilleur jeune | Classement du meilleur jeune |
| Coureuse                     | Coureuse                     | Pays                         | Équipe                       | Temps                        |
| ---------------------------- | ---------------------------- | ---------------------------- | ---------------------------- | ---------------------------- |

## Évolution des classements
| Étape              |                           | Vainqueur _    | Classement général | Classement par points | Meilleure grimpeuse | Meilleure jeune   | Meilleure équipe _       |
| ------------------ | ------------------------- | -------------- | ------------------ | --------------------- | ------------------- | ----------------- | ------------------------ |
| 1re étape          | étape de moyenne montagne | Marlen Reusser | Marlen Reusser     | Marlen Reusser        | Sarah Gigante       | Eleonora Ciabocco | AG Insurance-Soudal Team |
| 2e étape           | étape de moyenne montagne |                |                    |                       |                     |                   |                          |
| 3e étape           | étape vallonnée           |                |                    |                       |                     |                   |                          |
| 4e étape           | étape vallonnée           |                |                    |                       |                     |                   |                          |
| Classements finals |                           |                |                    |                       |                     |                   |                          |